# 文定果科
文定果科（学名：Muntingiaceae）共有3属3种，都是生长在热带美洲。其中文定果 (Muntingia calabura)因为具有可以食用的果实，已经被引种到世界各地的热带区域。

## 形態
本科植物为中小型的乔木或灌木。单叶二列互生，鋸齒緣，葉基不對稱。花叢生；花萼相接而不相疊；花瓣短爪狀，未開時皺摺於花蕾中；雄蕊多數。果实为浆果。

## 分類
1998年根据基因亲缘关系分类的APG 分类法认为应该单独分为一个科，属于锦葵目。
傳統分類上，将其分入椴树科中，如1981年的克朗奎斯特分类法；又或分入杜英科。

### 屬
本科包括三個單型的屬，亦即本科僅三個種。
- Dicraspidia Standley
- 文定果屬（Muntingia L.）：單種屬，只包括文定果一種。
- Neotessmannia Burret

## 利用
文定果由於其果實可食，廣泛栽培於熱帶地區作觀賞用。